# وادي الطواحين
وادي الطواحين (بالعبرية: נחל מירון) هو وادٍ عميق وغني بالمياه يقع في الجليل الأعلى، إلى الغرب من صفد. يُعد أحد روافد وادي العامود، حيث تتغذى مياهه من عدة ينابيع. يُعرف في بدايته بوادي الليمون، بينما يُطلق عليه اسم وادي العامود في مجراه السفلي. يُذكر أن هناك واديًا آخر يحمل الاسم نفسه، يقع في جبال إيلات، ويبلغ طوله كيلومترًا واحدًا، وهو أحد روافد وادي الردادي.

## التسمية
سمي بذلك نسبةً إلى طواحين القمح الكثيرة التي كانت قائمة على امتداده وعددها بين 16 و20 طاحونة تقليدية.

## مجرى الوادي
قبل نكبة 1948، كان الوادي يشكّل حدًا طبيعيًا يفصل بين قرية عين الزيتون ومدينة صفد، إذ يقع شرقي عين الزيتون وغربي صفد على مسافة متساوية من كلا الموقعين. ينبع الوادي من قرية سعسع، ويتدفق من منحدرات جبل الجرمق في الجليل الأعلى باتجاه الشرق. يُعرف باسم وادي الليمون حتى وصوله إلى قرية طيطبا، ثم يُعرف باسم وادي الطواحين عند مروره شرق عين الزيتون باتجاه صفد، ليصب في وادي العمود وينتهي في بحيرة طبريا. يمر مسار الوادي بالقرب من قرية ميرون قضاء صفد وشمال جبل زيتون حمد في الجليل الأعلى.
حتى عام 1948، كان الوادي يحتل موقعًا جغرافيًا هامًا، متوسّطًا عددًا من القرى والبلدات، منها: قرية طيطبا شمالًا، قرية بيريا شرقًا، مدينة صفد جنوبًا وجنوب شرق، وقرية عين الزيتون غربًا. يبلغ طوله نحو 5 كيلومترات، مما يجعله واديًا قصيرًا نسبيًا.

## التجمع السكاني الفلسطيني حول وادي الطواحين حتى عام 1948
قُدِّر عدد سكان وادي الطواحين عام 1922 بنحو 87 نسمة، وارتفع وفقًا لإحصاء عام 1931 إلى 92 نسمة، جميعهم من العرب المسلمين، وكان لهم آنذاك 15 منزلًا. لا توجد إحصائيات رسمية لعدد السكان في عامي 1945 و1948، ويُرجّح أن أعدادهم قد أُدرجت ضمن سكان مدينة صفد، نظرًا لقرب الوادي من طرفها الغربي، أو ربما ضُمّت إلى إحصاءات قريتي عين الزيتون أو طيطبا. لا يتوفر تاريخ دقيق لاحتلال الوادي، لكن نظرًا لموقعه الاستراتيجي المطل على مدينة صفد ومستعمرة "عين زيتيم" والمستوطنات المجاورة، فمن المحتمل أنه سقط قبل احتلال صفد، أي في 6 أيار/مايو 1948.

## الينابيع على طول الوادي
يمتد على طول الوادي عدة ينابيع، من بينها عين ميرون وعين بار يوحاي، اللتان كانتا من ينابيع قرية الصفصاف قبل نكبة 1948. كما يشمل الوادي ينابيع أخرى مثل عين البيضا، عين أوراي، وعين التينة.